# Lisa Spalt
Lisa Spalt (16 d'octubre del 1970, Hohenems) és una escriptora austríaca i viu a Viena. Lisa Spalt ha publicat «literatura expermental». El 2003, va publicar el llibre saschaident. saschaideal en dos volums; la primera part presenta la construcció i la desconstrucció de la figura «Sascha» com el lligam de qualitats a un nom, i la segona part deforma la història inicial de Sascha i instaura un desenvolupament de la figura pel desenvolupament des sons. En Grimms (2007), quatre rondalles dels Germans Grimm fan col·lisió amb el llenguatge de la publicitat. Junt amb el compositor Clemens Gadenstätter va escriure tag day - ein schreibspiel. També amb Gadenstätter va escriure peces i cançons per a música moderna. Va traduir de l'obra de Nicolas Pesquès del francès.

## Premis
- 2011 Premi Promoció del Bundesland Vorarlberg
- 2008 Premi Promoció del Premi Heimrad Bäcker
- 2008 Tercer Premi a la Convocatòria Floriana
- 2007 Beca Elias Canetti del Govern d'Àustria
- 2004 Premi Promoció de la Ciutat de Viena

## Publicacions
- Blüten - ein Gebrauchsgegenstand, Czernin Verlag, Viena 2010
- Grimms, Ritter Verlag, Klagenfurt 2007
- Catcomic, Edition Ch, Viena 2005
- Comic Sense, Edition Ch, Viena 2005
- Saschaident, Das Fröhliche Wohnzimmer, Viena 2003
- Spitzmötz-Planet, Das Fröhliche Wohnzimmer, Viena 2002
- Nach der Thrillerpfeife, Edition Ch, Viena 2002
- Full stop Schale, Edition Ch, Viena 2001
- Rastern. Makros, Das Fröhliche Wohnzimmer, Viena 2001
- Leichte Reisen von einem Ende der Erde, Blattwerk, Linz 1999
- Gegndn, Das Fröhliche Wohnzimmer, Viena 1998